# Take My Breath Away (canção de Emma Bunton)
Take My Breath Away (em português: Tire Meu Fôlego) é o terceiro single da cantora britânica Emma Bunton, escrito pela cantora junto com Steve Mac e Wayne Hector para o álbum "A Girl Like Me".

## História
Take My Breath Away foi escrita por Emma Bunton, em parceria com Steve Mac e Wayne Hector. A cantora declarou que a canção foi escrita em uma tarde ensolarada, por isso trata-se de uma melodia romântica e divertida. [carece de fontes?]
Lançada oficialmente em 27 de agosto de 2001, o single alcançou o quinto lugar no Reino Unido, chegando a atingir o boas posições também em outros países. Suas vendas totais no Reino Unido são de 81.007 cópias, sendo mundiamente em torno de 200.000 exemplares.

## Videoclipe
O vídeo do single foi dirigido por Greg Masuak e foi gravado em uma das praias da cidade de Sardinia, na Itália. No vídeo Emma aparece caminhando pela praia e deitada em um cavalo, representativa da procura por um amor.[carece de fontes?]

## Track listing
UK CD single
1. "Take My Breath Away" (Single Mix) – 3:38
2. "Close Encounter" – 3:32
3. "Take My Breath Away" (Tin Tin Out Mix) – 3:36

Europa CD single
1. "Take My Breath Away" (Single Mix) – 3:38
2. "Close Encounter" – 3:32

UK promo CD single
1. "Take My Breath Away" (Single Mix) – 3:38
2. "Invincible" – 3:58

UK DVD single
1. Emma Introduces Her New Video – 0:30
2. "Take My Breath Away" (Single Mix Video) – 3:37
3. Emma Introduces the Song "Invincible" – 0:30
4. "Invincible" (audio with photo gallery) – 3:01
5. Emma Introduces the Tin Tin Out Mix – 3:36
6. "Take My Breath Away" (Tin Tin Out Mix) – 3:37
7. Emma Bunton Goodbye Message – 0:30

## Charts
| Chart (2001)              | Posição |
| ------------------------- | ------- |
| Austrália Singles Chart   | 48      |
| Irlanda Singles Chart     | 26      |
| Itália Singles Chart      | 16      |
| Suíça Singles Chart       | 89      |
| Reino Unido Singles Chart | 5       |